# Марданшах
Марданшах (перс. مردانشاه‎) был сасанидским генералом, арабы называли его Дул Хаджиб (араб. ذو الحاجب‎, «обладатель малиновых бровей»), как и Бахман Джадуджи.
Как пишет А. И. Колесников, Марданшах погиб в период первых арабских завоеваний в Иране в битве при крепости Намирик.
Это было время, когда усилилась придворная борьба за шаханшахский трон, в которой не последнее место принадлежало правителю Хорасана Рустаму (сыну Фаррухзада). Именно он был назначен командующим всей иранской армией, противостоявшей арабам. Своё назначение он отметил началом организации восстания против арабов в Вавилонии. В результате умелых действий его агентов, занимающихся пропагандой среди местных жителей, вспыхнуло восстание. Во главе его оказался «Джабан, один из влиятельных дехканов Ирака, который до похода Халида был наместником в Оллейсе». Вскоре к нему присоединились все рустаки Евфрата.
Для подавления восстания прибыло ополчение во главе с Абу Убайдом, которое вошло в состав объединённого войска мусульман под командованием Мусанны. Они двинулись на крепость Намирик, где располагался военный лагерь Джабана. Помимо ополчения, там было войско, присланное Рустамом на помощь восставшим. Здесь и состоялось сражение. Как пишет А. И. Колесников, сведения о ходе битвы не сохранились. Но известно, что Марданшах командовал левым флангом Джабана (правым командовал Гушнаспмах). Сасанидское войско потерепело поражение, а его командующие попали в плен. Гушнаспмах смог откупиться, а Марданшах был убит.